# Plassac (Charente Marítim)
Plassac és un municipi francès situat al departament del Charente Marítim i a la regió de la Nova Aquitània. L'any 2007 tenia 563 habitants.

## Demografia

### Població
El 2007 la població de fet de Plassac era de 563 persones. Hi havia 223 famílies de les quals 43 eren unipersonals (17 homes vivint sols i 26 dones vivint soles), 77 parelles sense fills, 77 parelles amb fills i 26 famílies monoparentals amb fills.
La població ha evolucionat segons el següent gràfic:
Habitants censats

### Habitatges
El 2007 hi havia 259 habitatges, 225 eren l'habitatge principal de la família, 16 eren segones residències i 18 estaven desocupats. 247 eren cases i 8 eren apartaments. Dels 225 habitatges principals, 171 estaven ocupats pels seus propietaris, 45 estaven llogats i ocupats pels llogaters i 10 estaven cedits a títol gratuït; 7 tenien dues cambres, 33 en tenien tres, 74 en tenien quatre i 111 en tenien cinc o més. 188 habitatges disposaven pel capbaix d'una plaça de pàrquing. A 105 habitatges hi havia un automòbil i a 97 n'hi havia dos o més.

### Piràmide de població
La piràmide de població per edats i sexe el 2009 era:
| Homes | Edats   | Dones |
| ----- | ------- | ----- |
| 0     | 95 o +  | 0     |
| 0     | 90 a 94 | 0     |
| 4     | 85 a 89 | 20    |
| 4     | 80 a 84 | 8     |
| 4     | 75 a 79 | 8     |
| 12    | 70 a 74 | 12    |
| 12    | 65 a 69 | 16    |
| 20    | 60 a 64 | 20    |
| 8     | 55 a 59 | 8     |
| 8     | 50 a 54 | 4     |
| 12    | 45 a 49 | 4     |
| 20    | 40 a 44 | 16    |
| 12    | 35 a 39 | 4     |
| 24    | 30 a 34 | 32    |
| 16    | 25 a 29 | 4     |
| 8     | 20 a 24 | 8     |
| 4     | 15 a 19 | 8     |
| 20    | 10 a 14 | 4     |
| 8     | 5 a 9   | 16    |
| 12    | 0 a 4   | 4     |

## Economia
El 2007 la població en edat de treballar era de 345 persones, 239 eren actives i 106 eren inactives. De les 239 persones actives 211 estaven ocupades (113 homes i 98 dones) i 28 estaven aturades (16 homes i 12 dones). De les 106 persones inactives 43 estaven jubilades, 16 estaven estudiant i 47 estaven classificades com a «altres inactius».

### Ingressos
El 2009 a Plassac hi havia 226 unitats fiscals que integraven 565,5 persones, la mediana anual d'ingressos fiscals per persona era de 14.746 €.

### Activitats econòmiques
Dels 28 establiments que hi havia el 2007, 2 eren d'empreses extractives, 1 d'una empresa alimentària, 2 d'empreses de fabricació d'altres productes industrials, 7 d'empreses de construcció, 6 d'empreses de comerç i reparació d'automòbils, 1 d'una empresa de transport, 2 d'empreses d'hostatgeria i restauració, 4 d'empreses de serveis i 3 d'empreses classificades com a «altres activitats de serveis».
Dels 9 establiments de servei als particulars que hi havia el 2009, 1 era un taller de reparació d'automòbils i de material agrícola, 1 taller d'inspecció tècnica de vehicles, 1 guixaire pintor, 2 fusteries, 1 perruqueria, 1 veterinari i 2 restaurants.
Dels 3 establiments comercials que hi havia el 2009, 1 era una botiga de menys de 120 m², 1 una fleca i 1 un drogueria.
L'any 2000 a Plassac hi havia 19 explotacions agrícoles que ocupaven un total de 540 hectàrees.

## Equipaments sanitaris i escolars
El 2009 hi havia una escola elemental integrada dins d'un grup escolar amb les comunes properes formant una escola dispersa.

## Poblacions més properes
El següent diagrama mostra les poblacions més properes.